# It girl

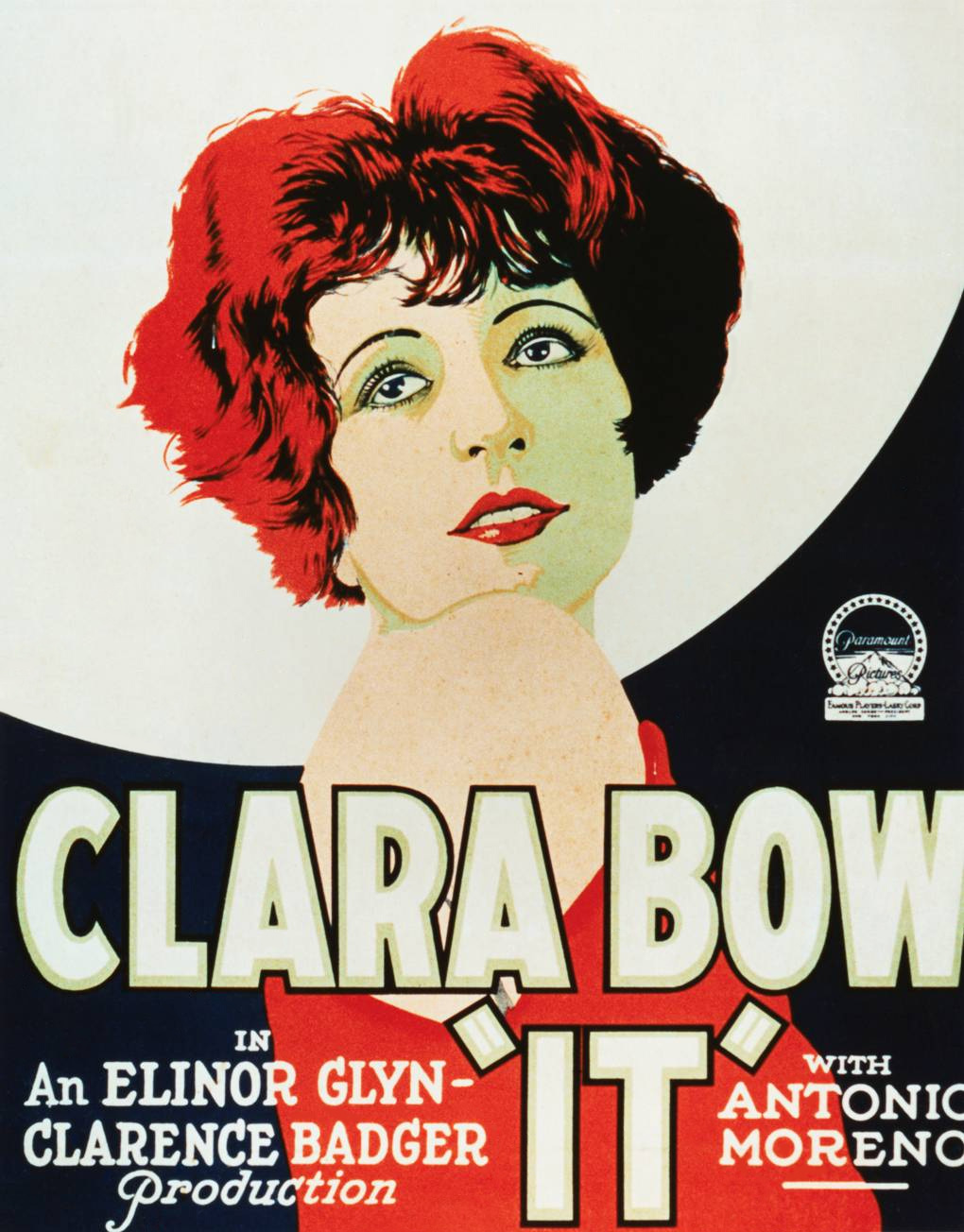
Cartaz do filme It (1927)

It girl é um termo utilizado para se referir a mulheres que, mesmo sem querer, criam tendências e despertam o interesse das pessoas em relação ao seu modo de vestir, de andar, pensar ou ser. As “it girls” têm, via de regra, o que muitos chamam de “carisma”, algo que atrai a atenção para elas. Sua característica mais determinante é a de serem incomuns, de destacarem-se das pessoas comuns e provocar interesse, a ponto de outras pessoas passarem a copiar seu jeito de vestir, falar e/ou agir. Normalmente as “it girls” se comportam de maneira irreverente e despertam a curiosidade das pessoas sobre o seu modo de vida.
A versão masculina da expressão "it girl" é "it boy".
O primeiro uso do conceito "it" neste sentido pode ser encontrado em uma história de Rudyard Kipling: "Não é a beleza, por assim dizer, nem uma boa conversa, necessariamente. É só 'it'." Elinor Glyn opinou em palestra: "Com 'It' você conquista todos os homens se você é mulher e todas as mulheres se você é homem. 'It' pode ser uma qualidade mental ou também um atrativo físico." A expressão atraiu atenção mundial em 1927, com o filme It, estrelado por Clara Bow.
Grande parte das "it girls" têm alguma ligação com o mundo das artes, como por exemplo atrizes, cantoras, modelos etc. Algumas, no meio fashion, trazem as tendências das passarelas para o dia a dia, compelindo as mulheres a seguirem o mesmo estilo.